# Hemipsilichthys
Hemipsilichthys (Геміпсиліхтис) — рід риб із підродини Delturinae родини Лорікарієві ряду сомоподібні. Має 3 види. Наукова назва походить від грецьких слів hemi, тобто «навпіл», psilos — «лисий», «без волосся», ichtys — «риба».

## Опис
Загальна довжина представників цього роду коливається від 9,2 до 15,6 см. Голова подовжена, дещо сплощена зверху. Очі невеликі. Рот доволі широкий. Зуби однакового розміру. Тулуб витягнутий, із дрібними пластинками, які не щільно вкривають шкіру. Спинний плавець середнього розміру (7-9 м'яких променів, лише 1 вид — H. papillatus — зі шипом). Позаду нього знаходиться своєрідний гребінь (розширена частина плавця), що практично з'єднується з мембраною жирового плавця. Грудні плавці помірно широкі. Анальний плавець поступається спинному плавцю (5-6 м'яких променів). Хвостовий плавець довгий.

## Спосіб життя
Це демерсальні риби. Зустрічаються в гірських, маленьких струмках, оточених лісом на висоті від 100 до 400 м над рівнем моря. Воліють до чистої, прозорої води зі швидкою або помірною течією та кам'янистим ґрунтом й рослинністю біля берегів (у напівзануреному стані). Активні вночі. Кормова база не вивчена.

## Розповсюдження
Мешкає у басейні річки Парнаїба (південний схід Бразилії).

## Види
- Hemipsilichthys gobio
- Hemipsilichthys nimius
- Hemipsilichthys papillatus